# Laakdal
Laakdal is een gemeente in de Belgische provincie Antwerpen. De gemeente telt ruim 16.000 inwoners en ligt op een hoogte van 18 meter. Laakdal maakt deel uit van het kieskanton en het gerechtelijk kanton Westerlo.

## Geografie

### Naamgeving
De fusiegemeente Laakdal heeft haar naam te danken aan de rivieren die de gemeente doorkruisen. Het grondgebied strekt zich uit in het dal tussen de Grote en Kleine Laak. De gemeentenaam betekent dus 'het dal van de Laak'.

### Deelgemeenten
| # | Naam      | Opp. (km²) | Inwoners (2020) | Inwoners per km² | NIS-code |
| - | --------- | ---------- | --------------- | ---------------- | -------- |
| 1 | Eindhout  | 9,41       | 3.320           | 353              | 13053C   |
| 2 | Varendonk | 3,66       | 215             | 59               | 13053B   |
| 3 | Veerle    | 13,91      | 5.769           | 415              | 13053A   |
| 4 | Vorst     | 15,45      | 6.879           | 445              | 13053D   |

### Kernen
De gemeente Laakdal is in 1977 (tijdens de gemeentefusies) ontstaan uit het samengaan van de gemeenten Veerle, Eindhout en Vorst (niet te verwarren met Vorst bij Brussel).
Vorst heeft twee kernen, Vorst zelf ("Groot Vorst") en Meerlaar ("Klein Vorst").
Veerle dat reeds in 1971 fusioneerde met Varendonk heeft nog een gehucht: Veerle-Heide. Sinds 2017 heeft Laakdal een echt gemeentehuis. De beleidsploeg van burgemeester Tine Gielis (CD&V) plande het gebouw in het centrum van deelgemeente Groot-Vorst. In dit gebouw zijn naast gemeente en OCMW ook de bibliotheek, Bpost en de lokale politie gevestigd. Voordien werd gebruik gemaakt van een voormalige textielbedrijf dat dienst deed als gemeentehuis.

### Aangrenzende gemeenten
| Aangrenzende gemeenten | Aangrenzende gemeenten | Aangrenzende gemeenten       | Aangrenzende gemeenten | Aangrenzende gemeenten |
| ---------------------- | ---------------------- | ---------------------------- | ---------------------- | ---------------------- |
|                        |                        | Geel                         |                        | Meerhout               |
|                        |                        |                              |                        |                        |
|                        |                        |                              |                        |                        |
| Herselt                | Tessenderlo-Ham (Lim)  |                              |                        |                        |
|                        |                        | Scherpenheuvel-Zichem (V Br) |                        |                        |

## Demografie

### Demografische ontwikkeling
Alle historische gegevens hebben betrekking op de huidige gemeente, inclusief deelgemeenten, zoals ontstaan na de fusie van 1 januari 1977.
- Bronnen:NIS, Opm:1806 tot en met 1981=volkstellingen; 1990 en later= inwonertal op 1 januari

| Inwoners van jaar tot jaar op 1 januari 1992 tot heden | Inwoners van jaar tot jaar op 1 januari 1992 tot heden | Inwoners van jaar tot jaar op 1 januari 1992 tot heden |
| jaar                                                   | Aantal                                                 | Evolutie: 1992=index 100                               |
| ------------------------------------------------------ | ------------------------------------------------------ | ------------------------------------------------------ |
| 1992                                                   | 14.271                                                 | 100,0                                                  |
| 1993                                                   | 14.394                                                 | 100,9                                                  |
| 1994                                                   | 14.499                                                 | 101,6                                                  |
| 1995                                                   | 14.573                                                 | 102,1                                                  |
| 1996                                                   | 14.618                                                 | 102,4                                                  |
| 1997                                                   | 14.650                                                 | 102,7                                                  |
| 1998                                                   | 14.705                                                 | 103,0                                                  |
| 1999                                                   | 14.748                                                 | 103,3                                                  |
| 2000                                                   | 14.806                                                 | 103,7                                                  |
| 2001                                                   | 14.801                                                 | 103,7                                                  |
| 2002                                                   | 14.715                                                 | 103,1                                                  |
| 2003                                                   | 14.768                                                 | 103,5                                                  |
| 2004                                                   | 14.815                                                 | 103,8                                                  |
| 2005                                                   | 14.867                                                 | 104,2                                                  |
| 2006                                                   | 14.951                                                 | 104,8                                                  |
| 2007                                                   | 14.998                                                 | 105,1                                                  |
| 2008                                                   | 15.083                                                 | 105,7                                                  |
| 2009                                                   | 15.242                                                 | 106,8                                                  |
| 2010                                                   | 15.328                                                 | 107,4                                                  |
| 2011                                                   | 15.430                                                 | 108,1                                                  |
| 2012                                                   | 15.533                                                 | 108,8                                                  |
| 2013                                                   | 15.598                                                 | 109,3                                                  |
| 2014                                                   | 15.657                                                 | 109,7                                                  |
| 2015                                                   | 15.810                                                 | 110,8                                                  |
| 2016                                                   | 15.851                                                 | 111,1                                                  |
| 2017                                                   | 15.874                                                 | 111,2                                                  |
| 2018                                                   | 16.020                                                 | 112,3                                                  |
| 2019                                                   | 16.101                                                 | 112,8                                                  |
| 2020                                                   | 16.186                                                 | 113,4                                                  |
| 2021                                                   | 16.293                                                 | 114,2                                                  |
| 2022                                                   | 16.464                                                 | 115,4                                                  |
| 2023                                                   | 16.707                                                 | 117,1                                                  |
| 2024                                                   | 16.753                                                 | 117,4                                                  |
| 2025                                                   | 16.935                                                 | 118,7                                                  |

## Politiek

### Structuur
De gemeente Laakdal maakt deel uit van het kieskanton Westerlo, gelegen in het provinciedistrict Herentals, het kiesarrondissement Mechelen-Turnhout en ten slotte de kieskring Antwerpen.
| Laakdal          | Laakdal          | Supranationaal         | Nationaal                         | Nationaal           | Gemeenschap         | Gewest              | Provincie           | Arrondissement    | Provinciedistrict | Kanton          | Gemeente        |
| ---------------- | ---------------- | ---------------------- | --------------------------------- | ------------------- | ------------------- | ------------------- | ------------------- | ----------------- | ----------------- | --------------- | --------------- |
| Administratief   | Niveau           | Europese Unie          | België                            | België              | Vlaanderen          | Vlaanderen          | Antwerpen           | Turnhout          | Turnhout          | Turnhout        | Laakdal         |
| Administratief   | Bestuur          | Europese Commissie     | Belgische regering                | Belgische regering  | Vlaamse regering    | Vlaamse regering    | Deputatie           | Deputatie         | Deputatie         | Deputatie       | Gemeentebestuur |
| Administratief   | Raad             | Europees Parlement     | Kamer van volksvertegenwoordigers | Vlaams Parlement    | Vlaams Parlement    | Vlaams Parlement    | Provincieraad       | Provincieraad     | Provincieraad     | Provincieraad   | Gemeenteraad    |
| Kiesomschrijving | Kiesomschrijving | Nederlands Kiescollege | Kieskring Antwerpen               | Kieskring Antwerpen | Kieskring Antwerpen | Kieskring Antwerpen | Kieskring Antwerpen | Mechelen-Turnhout | Herentals         | Westerlo        | Laakdal         |
| Verkiezing       | Verkiezing       | Europese               | Federale                          | Federale            | Vlaamse             | Vlaamse             | Provincieraads-     | Provincieraads-   | Provincieraads-   | Provincieraads- | Gemeenteraads-  |

### Geschiedenis

#### Lijst van burgemeesters
| Periode | Periode         | Naam burgemeester                          |
| ------- | --------------- | ------------------------------------------ |
|         | 1977 - 1987     | Ludo Helsen (CVP)                          |
|         | dec 1987 - 1988 | Jos Nysmans, waarnemend burgemeester (CVP) |
|         | 1988 - 1989     | Jos Nysmans (CVP)                          |
|         | 1990 - 1994     | Fons Verdonck (CVP)                        |
|         | 1995 - 2006     | Patrik Vankrunkelsven (NIEUW)              |
|         | 2007 - heden    | Tine Gielis (CD&V)                         |

#### Legislatuur 1989 - 1994
Laakdal kende een woelige periode tussen 1987 en 1995.  Fons Verdonck nam tijdelijk het ambt van burgemeester op zich tot een regeringscommissaris de politieke crisis kwam ontmijnen. De coalitie bestond uit SP-VLD en NIEUW (VU-ID).

#### Legislatuur 1995 - 2000
Laakdalse Democraten (LD) werd omgevormd tot VLD.

#### Legislatuur 2001 - 2006
NIEUW en VLD bundelde de krachten en gingen met een gezamenlijke kieslijst naar de stembus.

#### Legislatuur 2013 - 2018
Nieuw en Open Vld bundelde opnieuw de krachten en dienden samen de kieslijst STEM! in. Burgemeester is Tine Gielis (CD&V-LVA). Zij leidt een coalitie bestaande uit CD&V-LVA en samen-sp.a-Groen. Samen vormen ze de meerderheid met 15 op 25 zetels.

#### Legislatuur 2019 - 2024
CD&V bleef met Tine Gielis de grootste partij. De Laakdalse socialisten groeiden onder een nieuwe naam Pro-Laakdal.  CD&V en ProLaakdal vormen een coalitie met Tine Gielis als burgemeester.
Stem! haalde er opnieuw de naam van Open VLD bij. Onder de naam Stem/OpenVld verloren ze een zetel. Oud-burgemeester Patrik Vankrunkelsven verliet hierop de actieve politiek. Ook N-VA ging achteruit. Vlaams Belang (+2) en Groen (+1) zaten in het winnende kamp. Groen behaalde haar eerste zetel ooit in Laakdal.

#### Legislatuur 2024-2030
Voor de gemeenteraadsverkiezingen van oktober 2024 sloot CD&V een kartel met N-VA. Beide partijen haalden nipt de absolute meerderheid met 13 op 25 zetels en besloten op zichzelf te besturen. 

#### Resultaten gemeenteraadsverkiezingen sinds 1976
| Partij of kartel     | Partij of kartel                                                    | 10-10-1976 | 10-10-1976 | 10-10-1982 | 10-10-1982 | 9-10-1988 | 9-10-1988 | 9-10-1994 | 9-10-1994 | 8-10-2000 | 8-10-2000 | 8-10-2006 | 8-10-2006 | 14-10-2012 | 14-10-2012 | 14-10-2018 | 14-10-2018 | 13-10-2024 | 13-10-2024 |
| Stemmen / Zetels     | Stemmen / Zetels                                                    | %          | 23         | %          | 23         | %         | 23        | %         | 23        | %         | 23        | %         | 23        | %          | 25         | %          | 25         | %          | 25         |
| -------------------- | ------------------------------------------------------------------- | ---------- | ---------- | ---------- | ---------- | --------- | --------- | --------- | --------- | --------- | --------- | --------- | --------- | ---------- | ---------- | ---------- | ---------- | ---------- | ---------- |
|                      | PVDA1/ PVDA+2                                                       | -          |            | -          |            | 0,61      | 0         | -         |           | -         |           | -         |           | 3,362      | 0          | -          |            | -          |            |
|                      | SP1/ sp.a-spirit2/ samen-sp.a-GroenB/ ProLaakdal3                   | 8,961      | 1          | 10,921     | 2          | 14,381    | 3         | 19,331    | 5         | 16,931    | 4         | 20,922    | 5         | 17,82B     | 5          | 22,83      | 6          | 31,53      | 8          |
|                      | Agalev1/ Groen!2/ samen-sp.a-GroenB/ Groen3/ Stem! plus GroenD      | -          |            | -          |            | 5,731     | 0         | 6,281     | 0         | 5,041     | 0         | 5,622     | 0         | 17,82B     | 5          | 6,83       | 1          | 8,9D       | 1          |
|                      | LD1/ VLD2/ Nieuw&VLDC/ Stem!3/ Stem! & Open Vld4/ Stem! plus GroenD | 3,641      | 0          | 19,161     | 4          | 13,911    | 3         | 15,212    | 3         | 122       | 2         | 17,75C    | 4         | 12,253     | 3          | 11,14      | 2          | 8,9D       | 1          |
|                      | VU1/ NIEUW2/ Nieuw&VLDC                                             | 19,141     | 4          | 25,871     | 6          | 27,81     | 7         | 25,272    | 6         | 25,282    | 7         | 17,75C    | 4         | -          |            | -          |            | -          |            |
|                      | CVP1/ CD&V-N-VAA/ CD&V-LVA2                                         | 68,251     | 18         | 44,051     | 11         | 37,591    | 10        | 33,921    | 9         | 30,581    | 8         | 40,31A    | 11        | 34,972     | 10         | 29,52      | 8          | 46,0A      | 13         |
|                      | CD&V-N-VAA/ N-VA1                                                   | -          |            | -          |            | -         |           | -         |           | -         |           | 40,31A    | 11        | 23,121     | 6          | 18,01      | 5          | 46,0A      | 13         |
|                      | Vlaams Blok1/ Vlaams Belang2                                        | -          |            | -          |            | -         |           | -         |           | 10,171    | 2         | 15,402    | 3         | 8,482      | 1          | 11,82      | 3          | 13,42      | 3          |
|                      | SVD                                                                 | -          |            | -          |            | -         |           | -         |           | -         |           | -         |           | -          |            | -          |            | 0,2        | 0          |
| Totaal stemmen       | Totaal stemmen                                                      | 8460       | 8460       | 9569       | 9569       | 10449     | 10449     | 10792     | 10792     | 11189     | 11189     | 11518     | 11518     | 11358      | 11358      | 11914      | 11914      | 8010       | 8010       |
| Opkomst %            | Opkomst %                                                           |            |            |            |            | 97,43     | 97,43     | 95,95     | 95,95     | 94,93     | 94,93     | 95,41     | 95,41     | 91,60      | 91,60      | 93,2       | 93,2       | 60,3       | 60,3       |
| Blanco en ongeldig % | Blanco en ongeldig %                                                | 2,68       | 2,68       | 4,3        | 4,3        | 5,23      | 5,23      | 5,5       | 5,5       | 4,55      | 4,55      | 4,64      | 4,64      | 3,64       | 3,64       | 4,1        | 4,1        | 0,6        | 0,6        |

De rode cijfers naast de gegevens duiden aan onder welke naam de partijen telkens bij een verkiezing opkwamen.

De zetels van de gevormde meerderheid staan vetjes afgedrukt. De grootste partij is in kleur.

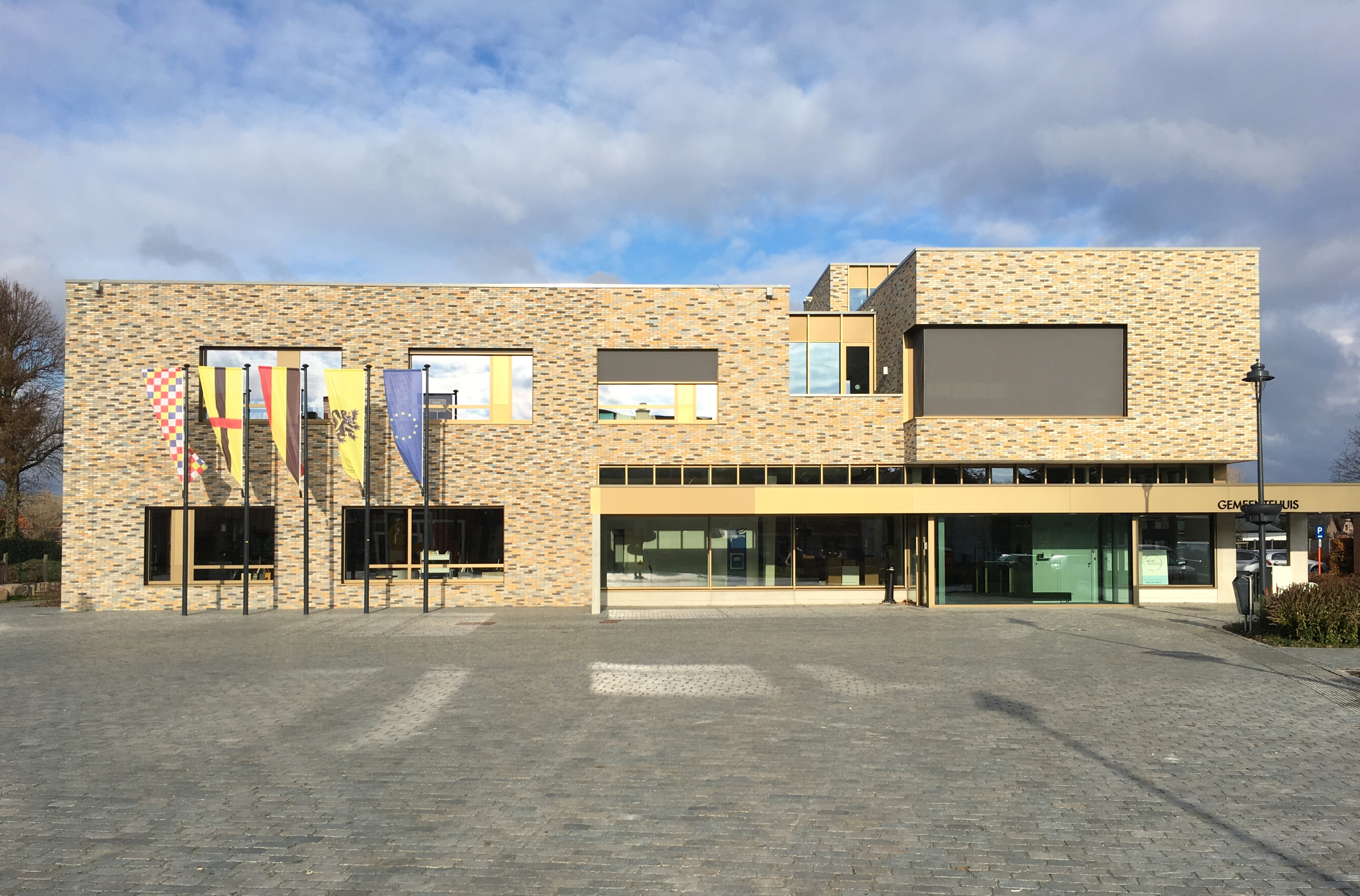
Gemeentehuis in Groot-Vorst

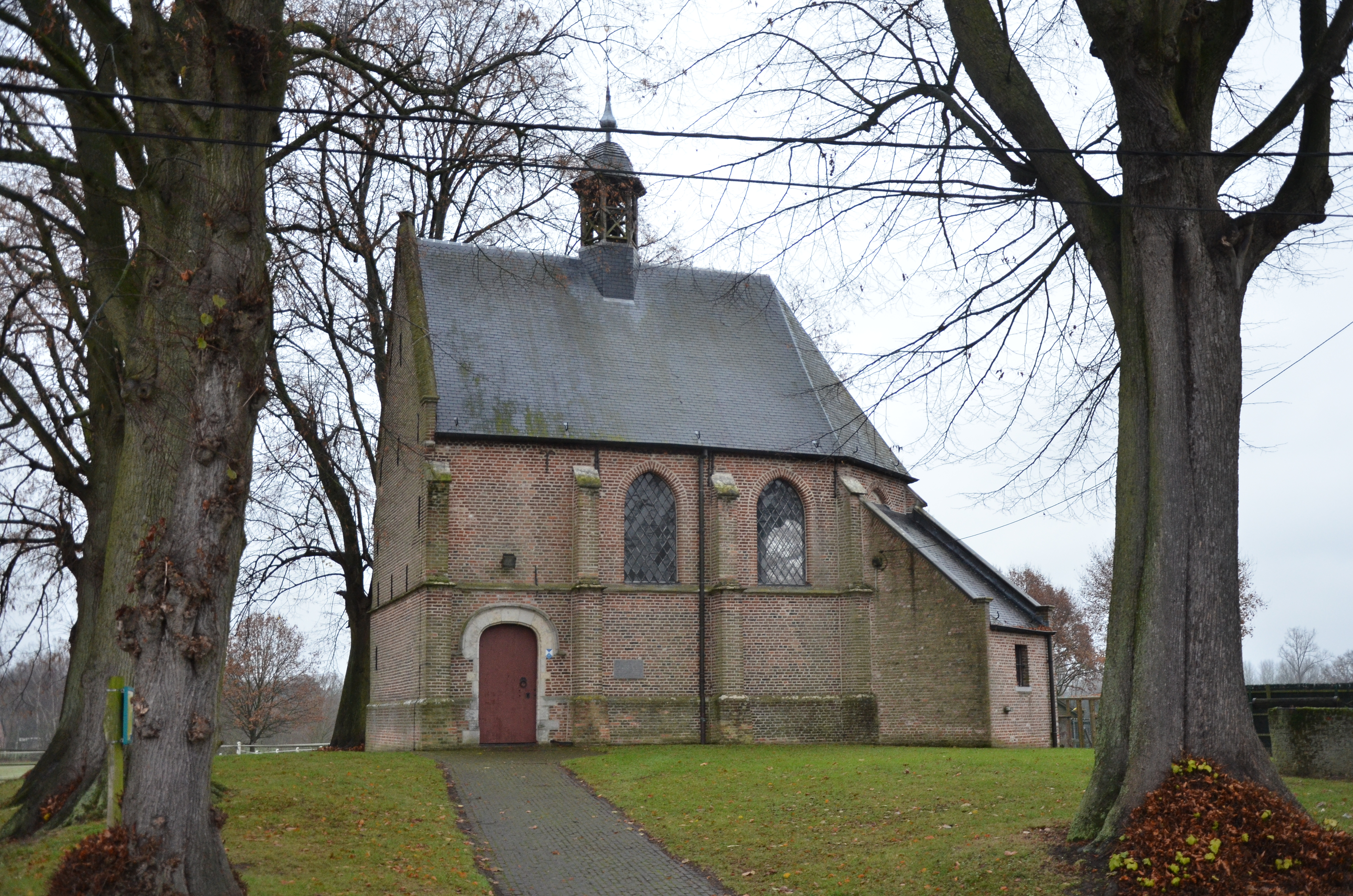
Sint-Bavokapel in Eindhout

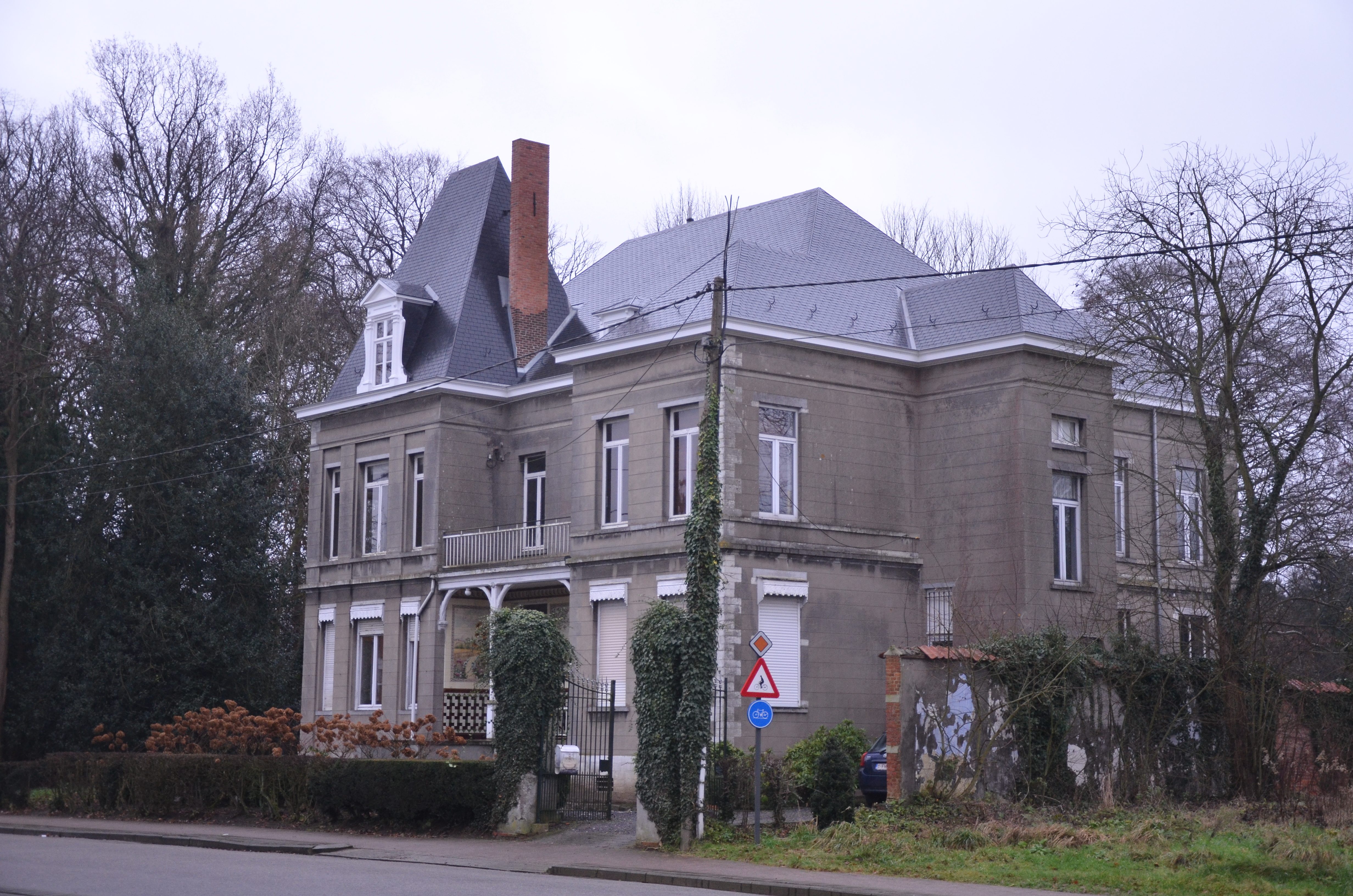
Landhuis in Vorst

## Bezienswaardigheden
- Klompenmuseum Den Eik

## Religie & levensbeschouwing

### Katholieke Kerk
De parochies van Laakdal vormen samen met deze van Meerhout de pastorale eenheid Heilige Norbertus die op haar beurt deel uitmaakt van het dekenaat Zuiderkempen van het Bisdom Antwerpen.

## Economie
- Laakdal maakt deel uit van het Economisch Netwerk Albertkanaal.

## Bekende inwoners
Bekende personen die geboren of woonachtig zijn of waren in Laakdal of een andere significante band met de gemeente hebben:
- Esther Sels, zangeres
- Kathleen Aerts, zangeres